# Detlef Gojowy
Peter Lars Detlef Gojowy (* 7. Oktober 1934 in Freital, Sachsen; † 12. Oktober 2008 in Remagen) war ein deutscher Musikwissenschaftler.

## Leben
Detlef Gojowy wurde als Sohn von Peter Florian Gojowy und dessen Frau Elfriede Katharina, geb. Alter, in Freital in Sachsen geboren. Er studierte nach dem Besuch der Kreuzschule Dresden in Berlin und Göttingen Germanistik, Musikwissenschaft und Slawistik. In Göttingen promovierte er 1966 über Moderne Musik in der Sowjetunion bis 1930. 1967 führte ihn ein DAAD-Stipendium nach Moskau und Leningrad. Danach arbeitete Gojowy im Schuldienst, am Bach-Institut Göttingen und beim Deutschen Musikrat, dann als Rundfunkredakteur für Neue Musik bei Radio Bremen und 1978 bis 1997 beim Westdeutschen Rundfunk.
Der Schwerpunkt Gojowys musikwissenschaftlicher Arbeit galt Johann Sebastian Bach und der osteuropäischen Musik des 20. Jahrhunderts. Unter anderem veröffentlichte er 1980 (auf Grundlage seiner Dissertation) das Buch Neue sowjetische Musik der 20er Jahre und 1983 eine Biographie über Dmitri Schostakowitsch. Der wissenschaftliche Nachlass von Gojowy liegt seit 2010 am Institut für Musik der Universität Oldenburg.

## Veröffentlichungen (Auswahl)
- Wie entstand Hans Georg Nägelis Bach-Sammlung. In: Bach-Jahrbuch. Band 56 (Leipzig), 1970, S. 16–104.